# Mount Tadpole
Mount Tadpole är ett berg i Antarktis. Det ligger i Östantarktis. Australien gör anspråk på området. Toppen på Mount Tadpole är 1 000 meter över havet.
Terrängen runt Mount Tadpole är varierad. Trakten är obefolkad. Det finns inga samhällen i närheten.